# Macrothele camerunensis
Espèce
Macrothele camerunensis est une espèce d'araignées mygalomorphes de la famille des Macrothelidae.

## Distribution
Cette espèce se rencontre au Cameroun et en Guinée équatoriale.

## Description
La femelle holotype mesure 20 mm.

## Étymologie
Son nom d'espèce, composé de camerun et du suffixe latin -ensis, « qui vit dans, qui habite », lui a été donné en référence au lieu de sa découverte.

## Publication originale
- Simon, 1903 : Arachnides de la Guinée espagnole. Memorias de la Real Sociedad Espanola de Historia Natural, vol. 1, no 3, p. 65-124 (texte intégral).